# Diamondback (comics)
Pour les articles homonymes, voir Diamondback et Diamond.
Diamondback est le nom de plusieurs personnages appartenant à l'univers de Marvel Comics.

## Willis Stryker

### Biographie fictive
Willis Stryker est un ami d'enfance de Luke Cage. Il est ensuite surnommé « Diamondback » pour son talent dans le maniement des couteaux. Il fait partie du gang The Rivals, composé de Carl Lucas (futur Luke Cage), Shades et Comanche.

## Rachel Leighton

### Biographie fictive
On connaît très peu de choses de la vie de Rachel Leighton avant son intégration à la Société du serpent sous le nom de Diamondback. On sait juste qu'elle a été une élève du Maître de Corvée.
Elle fut sauvée par King Cobra quand Scourge voulut l'éliminer.
Lors de sa première mission qui consistait à tuer MODOK, le rénégat de l'A.I.M, elle eut l'occasion de tuer Captain America mais ne le fit pas.
Quand la Vipère s'empara de la Société et tua tous ceux qui s'opposaient à ses plans, Diamondback appela Cap à l'aide.
Elle eut même une relation amoureuse avec le super-héros. Après leur séparation, elle resta une de ses alliés, encore contre la Société du serpent.
On l'a ensuite revue au sein du trio Bad Girls Inc.

#### Dark Reign
Diamondback devint membre de l'Initiative, après que le camp Hammond fut repris en main par Norman Osborn. Elle se rapprocha sentimentalement de Constrictor après qu'il lui eut sauvé la vie, tout en faisant la taupe pour la Résistance menée par Justice et Gauntlet.

### Pouvoirs
- Diamondback est une athlète de haut niveau. C'est une lutteuse et acrobate expérimentée.
- Elle a été formée au tir, et est très précise avec des armes à feu, qu'elle utilise pourtant très peu.
- Elle se bat à distance, en lançant des armes en forme de diamant. La plupart sont lourds, tranchants et pointus, mais d'autres contiennent du poison de serpent, de l'explosif, de l'acide chlorhydrique ou du gaz soporifique.

## Apparitions dans d'autres médias
Sauf indication contraire, les informations mentionnées dans cette section peuvent être confirmées par la base de données cinématographiques IMDb,  présente dans la section « Liens externes ».

### Télévision
Interprété par Erik LaRay Harvey dans l'Univers cinématographique Marvel
- 2016 : Luke Cage (série télévisée) – Willis Stryker est Diamondback. Il y est présenté comme le demi-frère de Carl Lucas alias Luke Cage. Jaloux de celui-ci, Stryker lui en veut de la vie qu'il a eu et s'est retrouvé en prison mais pas Lucas soi-disant de sa faute. De retour à Harlem pour remplacer Cottonmouth, il a bien l'intention d'en finir avec son demi-frère.